# 사리타시

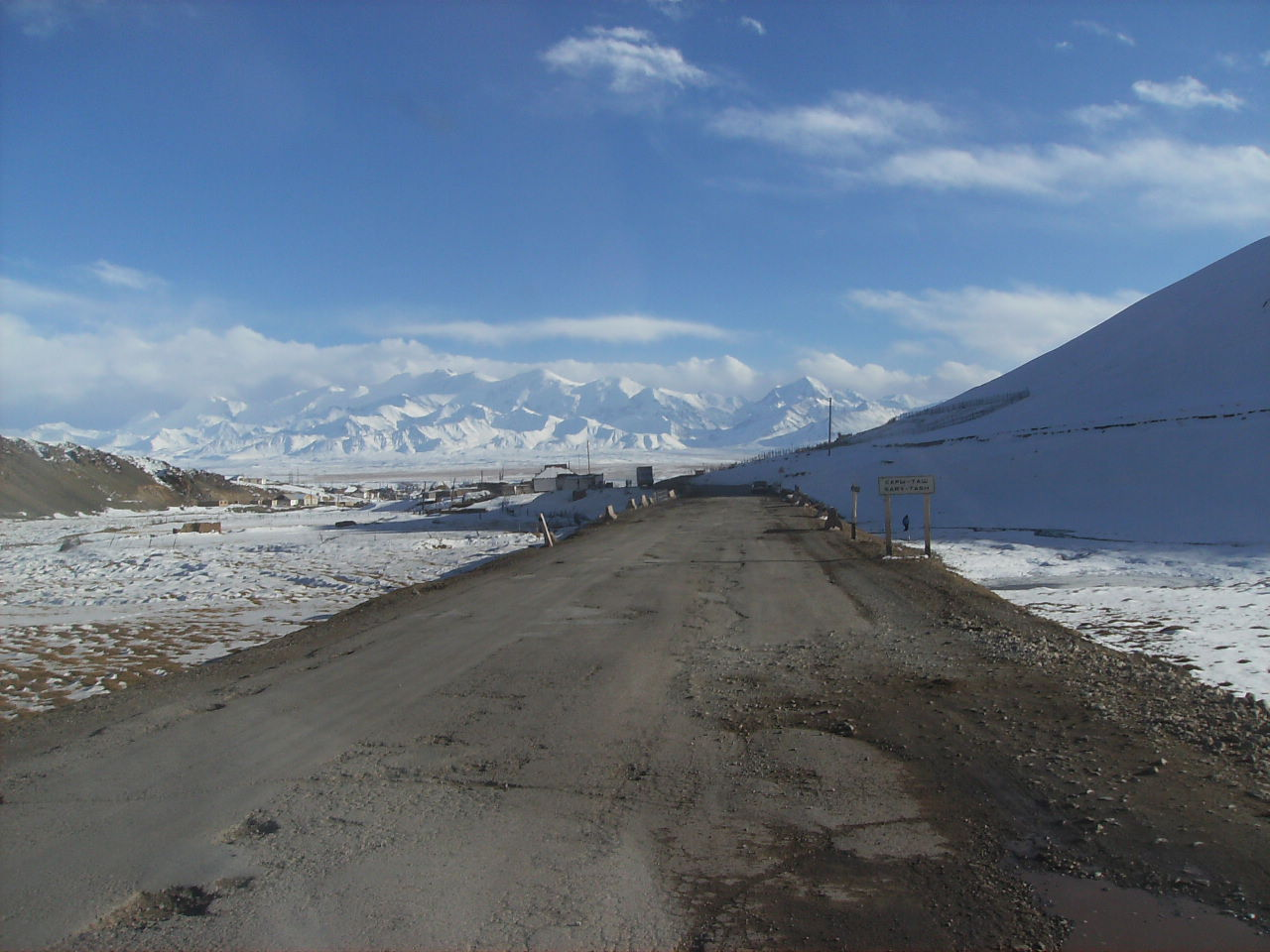
사리타시 마을

사리타시(키르기스어: Сары-Таш, 러시아어: Сары-Таш)는 키르기스스탄 오시주에 위치한 파미르고원의 마을이다. 행정 구역상으로는 알라이구에 속하며 인구는 2021년 기준으로 2,337명이다. 마을 이름은 튀르크어족 언어로 "노란 돌"을 뜻한다. 외딴 마을임에도 상점 카페, 주유소, 5개의 게스트하우스가 위치하고 있다. 또한 중국, 키르기스스탄, 타지키스탄을 오가는 도로가 지나가는 곳이기도 하다.
북쪽으로는 M41 고속도로가 탈디크 고개를 거쳐 페르가나 분지의 굴차, 오시로 이어진다. 남쪽으로는 M41 고속도로가 알라이계곡을 지나 해발 4,280m에 달하는 키질라르트 고개를 거쳐 타지키스탄으로 이어진다. A371 고속도로에서 동쪽으로 80km 정도 떨어진 곳에는 중국 신장 위구르 자치구 카슈가르시로 가는 이르케슈탐 고개가 있다. 서쪽에 위치한 A372 고속도로는 알라이계곡 아래쪽으로 이어진다. 서쪽 끝 부분에 위치한 타지키스탄 두샨베 방면의 고개는 외국인들에게 폐쇄된 공간이다.

## 인구
| 연도                                                                            | 인구  | ±% p.a. |
| ------------------------------------------------------------------------------- | ----- | ------- |
| 1970                                                                            | 870   | —       |
| 1979                                                                            | 1,072 | +2.35%  |
| 1989                                                                            | 1,278 | +1.77%  |
| 1999                                                                            | 1,502 | +1.63%  |
| 2009                                                                            | 1,427 | −0.51%  |
| 2021                                                                            | 2,337 | +4.20%  |
| Note: resident population; Sources: Until 2012 it was an urban-type settlement. |       |         |